# Sais-Ebene

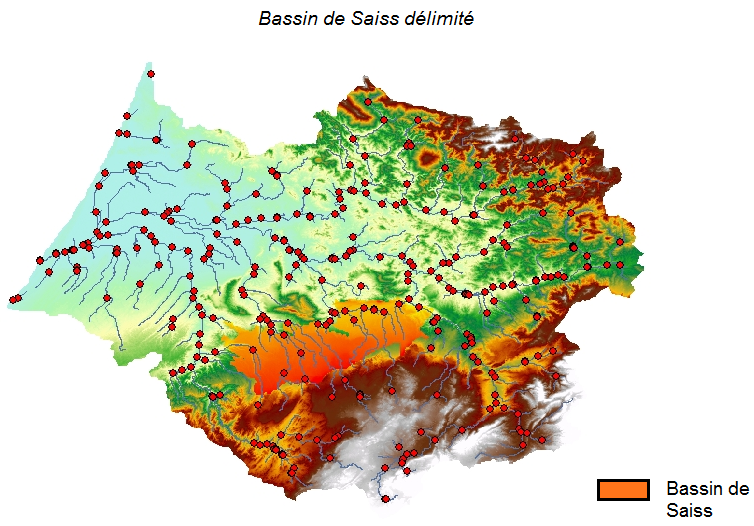
Sais-Ebene zwischen den Bergen des Rifgebirges im Norden und denen des Mittleren Atlas im Süden

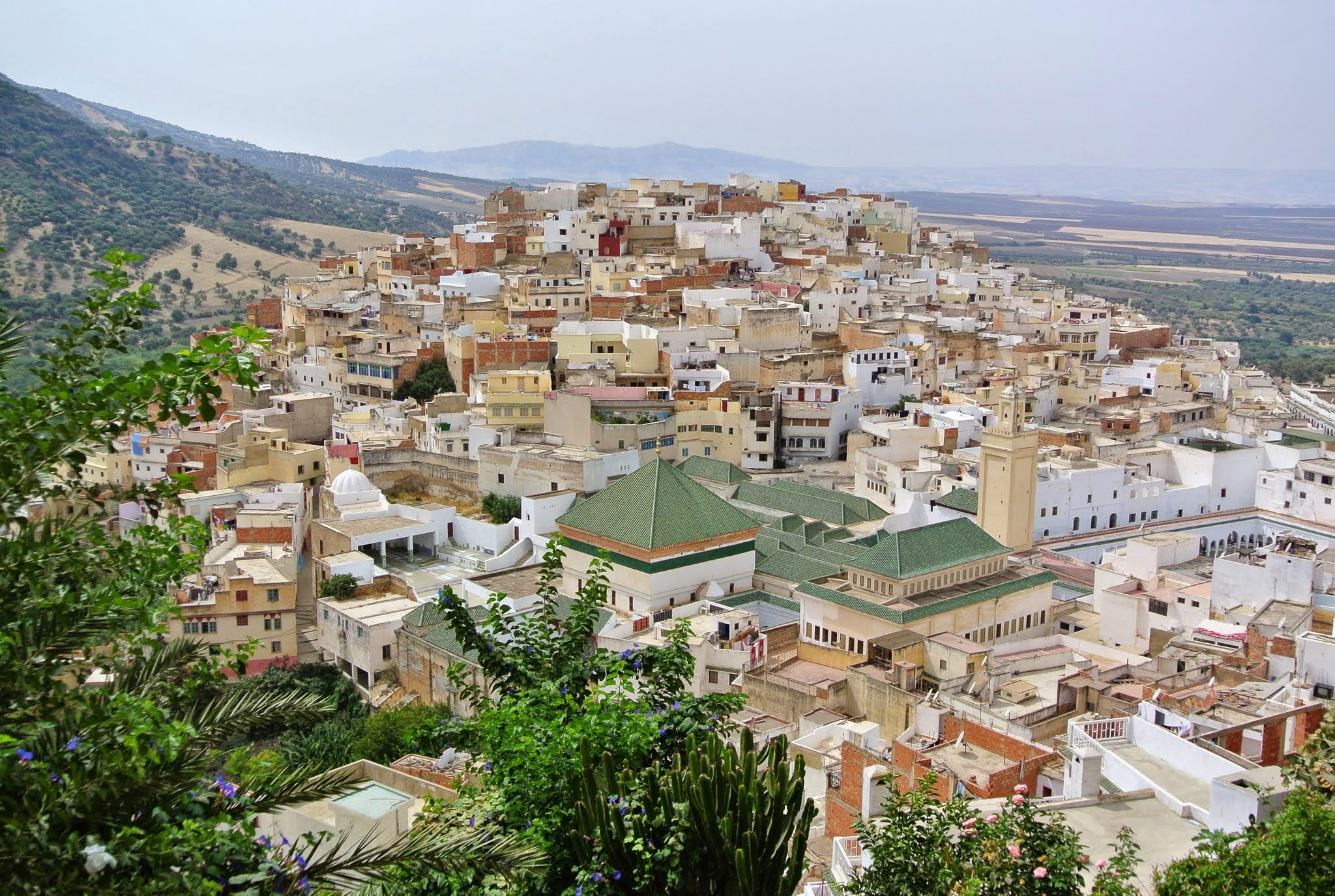
Die Stadt Moulay Idris mit der Sais-Ebene und den Bergen des Mittleren Atlas im Hintergrund

Die etwa 500 km² umfassende Sais-Ebene (auch Saïss-Ebene oder nur Saïs; arabisch هضبة سايس, DMG Haḍbat Sāyis oder سهل سايس / Sahl Sāyis) ist eine fruchtbare und deshalb dicht besiedelte Region im Norden Marokkos.

## Lage und Klima
Die nur in wenigen Abschnitten völlig flache und in West-Ost-Richtung von der Autoroute Rabat–Oujda durchquerte Sais-Ebene erstreckt sich hauptsächlich zwischen den etwa 60 km voneinander entfernt liegenden Städten Meknès im Westen und Fès im Osten. Nach Norden wird sie begrenzt durch die südlichen Ausläufer des Rifgebirges; die südliche Grenze bilden die Berge des Mittleren Atlas mit der Stadt Sefrou. Das Klima ist meist warm und trocken; Regen (ca. 600 bis 700 mm/Jahr) fällt hauptsächlich im Winterhalbjahr. Große Teile des Sais werden mit Hilfe von Pumpen und Kanälen bewässert; unterhalb der Ebene befindet sich ein riesiger Aquifer.

## Bevölkerung
Die Sais-Ebene hat – einschließlich der beiden Metropolen Fès und Meknès – etwa 3 Millionen Einwohner; während die arabisch-stämmigen Einwohner vorzugsweise in den beiden Großstädten leben, haben sich die berberischen Einwohner eher in den kleinen Landgemeinden (communes rurales) angesiedelt. Größte Stadt im Zentrum der Sais-Ebene ist Ain Taoujdat mit etwa 35.000 Einwohnern.

## Geschichte
Die ehemals zum Königreich Mauretanien gehörende Sais-Ebene war schon in antiker Zeit von heidnischen und jüdischen Berberstämmen besiedelt; in römischer Zeit entstand am Nordrand der Ebene umgeben von Getreidefeldern sowie von Weinfeldern und Olivenhainen die Stadt Volubilis. Im Jahr 786 kam Idris I., der arabische Gründer des islamischen Staates Marokkos, in diese Gegend und ließ sich zeitweise in Volubilis nieder; in der Nähe wurde er bestattet und um sein Grab herum entstand die auf einem Hügel des Zerhoun-Massivs gelegene Stadt Moulay Idris.